# USS Amick (DE-168)
USS Amick (DE-168) là một tàu hộ tống khu trục lớp Cannon từng phục vụ cùng Hải quân Hoa Kỳ trong Chiến tranh Thế giới thứ hai. Nó là chiếc tàu chiến duy nhất của Hải quân Hoa Kỳ được đặt cái tên này, theo tên Thiếu úy Hải quân Eugene Amick (1919–1942), người từng phục vụ trên tàu tuần dương hạng nặng Astoria (CA-34) và đã tử trận trong Trận chiến đảo Savo tại Guadalcanal vào ngày 9 tháng 8, 1942. Nó đã phục vụ cho đến khi chiến tranh kết thúc, xuất biên chế năm 1947, rồi được chuyển cho Lực lượng Phòng vệ biển Nhật Bản năm 1955, và tiếp tục phục vụ như là chiếc JDS Asahi (DE-262) cho đến năm 1975. Sau khi được hoàn trả cho Hoa Kỳ, con tàu lại được chuyển giao cho Hải quân Philippines và hoạt động như là chiếc RPS Datu Sikatuna (PS-77/PF-5) cho đến khi ngừng hoạt động và bị tháo dỡ năm 1989.

## Thiết kế và chế tạo
Lớp Cannon có thiết kế hầu như tương tự với lớp Buckley dẫn trước; khác biệt chủ yếu là ở hệ thống động lực Kiểu DET (diesel electric tandem). Các động cơ diesel đặt nối tiếp nhau dẫn động máy phát điện để cung cấp điện năng quay trục chân vịt cho con tàu. Động cơ diesel có ưu thế về hiệu suất sử dụng nhiên liệu, giúp cho lớp Cannon cải thiện được tầm xa hoạt động, nhưng đánh đổi lấy tốc độ chậm hơn.
Vũ khí trang bị bao gồm ba pháo 3 in (76 mm)/50 cal trên tháp pháo nòng đơn có thể đối hạm hoặc phòng không, một khẩu đội pháo phòng không Bofors 40 mm nòng đôi và tám pháo phòng không Oerlikon 20 mm. Vũ khí chống ngầm bao gồm một dàn súng cối chống tàu ngầm Hedgehog Mk. 10 (có 24 nòng và mang theo 144 quả đạn); hai đường ray Mk. 9 và tám máy phóng K3 Mk. 6 để thả mìn sâu. Con tàu vẫn giữ lại ba ống phóng ngư lôi Mark 15 21 inch (533 mm). Thủy thủ đoàn đầy đủ bao gồm 15 sĩ quan và 201 thủy thủ.
Amick được đặt lườn tại xưởng tàu của hãng Federal Shipbuilding and Drydock Company ở Newark, New Jersey vào ngày 30 tháng 11, 1942. Nó được hạ thủy vào ngày 27 tháng 5, 1943, được đỡ đầu bởi bà Mary R. Amick, vợ góa Thiếu úy Amick, và nhập biên chế cùng Hải quân Hoa Kỳ tại Xưởng hải quân New York vào ngày 26 tháng 7, 1943 dưới quyền chỉ huy của Hạm trưởng, Thiếu tá Hải quân Francis Creath Brewer McCune.

## Lịch sử hoạt động

### USSAmick

#### Mặt trận Đại Tây Dương
Sau khi hoàn tất việc trang bị vào đầu tháng 9, 1943, Amick tiến hành chạy thử máy huấn luyện tại khu vực Bermuda, đồng thời tham gia thử nghiệm Foxer, thiết bị âm thanh gây nhiễu nhằm đối phó lại kiểu ngư lôi dò âm G7es (T5) của Đức. Sang đầu tháng 11, nó gia nhập Lực lượng Đặc nhiệm 62 và tham gia hộ tống các đoàn tàu vận tải vượt Đại Tây Dương. Trong vai trò soái hạm của Đội hộ tống 15, từ tháng 11, 1943 đến tháng 5, 1945 nó đã hoàn tất chín chuyến hộ tống vận tải khứ hồi, đi đến các cảng Casablanca, Maroc; Gibraltar; Bizerte, Tunisia; Palermo, Sicily; và Oran, Algérie.
Xen kẻ giữa các chuyến đi này là những giai đoạn Amick được bảo trì ngắn tại các Xưởng hải quân New York hay Boston, và sau đó huấn luyện ôn tập tại các khu vực Casco Bay, Maine hoặc Montauk Point, New York. Trong số các chuyến đi này, chỉ có một lần nó bị lực lượng đối phương đánh phá vào ngày 1 tháng 8, 1944, khi máy bay của Không quân Đức tấn công Đoàn tàu UGS-48 trong Địa Trung Hải tại vị trí ngoài khơi mũi Bengut gần Dellys, Algérie, nhưng không gây bất kỳ thiệt hại nào. Con tàu cũng đã tham gia vào Trận chiến Point Judith, trợ giúp cho tàu chị em Atherton (DE-169) và tàu frigate tuần tra Moberly (PF-63) trong việc đánh chìm tàu ngầm U-boat U-853 tại tọa độ 41°13′B 71°27′T / 41,217°B 71,45°T ngoài khơi Rhode Island vào sáng sớm ngày 6 tháng 5, 1945.

#### Mặt trận Thái Bình Dương
Cùng với Đội hộ tống 15, Amick khởi hành từ Boston, Massachusetts vào ngày 28 tháng 5, 1945 để đi sang khu vực Mặt trận Thái Bình Dương. Trên đường đi, đơn vị đã ghé lại khu vực vịnh Guantánamo, Cuba trong một tuần để huấn luyện trước khi tiếp tục hành trình, băng qua kênh đào Panama vào ngày 10 tháng 6 và đi đến San Diego, California. Từ đây hải đội lên đường hướng sang khu vực quần đảo Hawaii, ghé qua Trân Châu Cảng vào ngày 29 tháng 6 rồi tiếp tục lên đường vào ngày hôm sau hướng đến Eniwetok. Con tàu đi đến quần đảo Mariana, trình diện để phục vụ cùng Đơn vị Đặc nhiệm 94.7.2 tại Saipan, và hoàn tất một chuyến hộ tống vận tải khứ hồi đến Okinawa trước khi lên đường đi sang khu vực Tây quần đảo Caroline. Nó đang trên đường đi đến Ulithi khi Nhật Bản chấp nhận đầu hàng vào ngày 15 tháng 8 giúp kết thúc cuộc xung đột.
Sau khi đi đến Ulithi vào ngày 16 tháng 8, Amick tiếp tục hành trình để đi đến Peleliu thuộc quần đảo Palau ba ngày sau đó, nơi nó gia nhập Đơn vị Đặc nhiệm 94.6.1. Một số sĩ quan Hải quân và Thủy quân Lục chiến đã lên tàu vào ngày 23 tháng 8 để được vận chuyển đến khu vực Bắc quần đảo Palau, nơi họ tiến hành nhiều cuộc thương lượng với các chỉ huy Nhật Bản về thủ tục đầu hàng không điều kiện lực lượng quân đội Nhật Bản đồn trú tại khu vực. Lễ ký kết biên bản đầu hàng được tiến hành tại phòng ăn của Amick vào ngày 1 tháng 9. Sau khi ở lại khu vực để làm nhiệm vụ giám sát, giải giới và phá hủy đạn dược, con tàu rời Peleliu vào ngày 3 tháng 11 để quay trở về Hoa Kỳ, đi ngang qua Saipan và Trân Châu Cảng trước khi về đến San Diego, California vào ngày 22 tháng 11.
Amick được điều trở lại Hạm đội Đại Tây Dương vào ngày 1 tháng 12, rồi lên đường không lâu sau đó để quay trở về vùng bờ Đông. Nó đi đến Jacksonville, Florida vào ngày 3 tháng 1, 1946, và đi vào  một xưởng tàu để sửa chữa. Sau khi công việc hoàn tất, nó được phân về Đội hộ tống 12 và neo đậu tại Green Cove Springs, Florida, nơi con tàu được chuẩn bị để ngừng hoạt động. Con tàu tiếp tục phục vụ tại đây trong vai trò một tàu tiếp đón các thủy thủ từ những con tàu đang được cho ngừng hoạt động, cho đến khi bản thân nó xuất biên chế vào ngày 16 tháng 5, 1947.

### JSAsahi(DE-262)
Về những tàu chiến Nhật Bản khác cùng tên, xin xem: Asahi (tàu chiến Nhật)
Sau khi bị bỏ không tám năm trong thành phần dự bị, con tàu được chuyển giao cho Nhật Bản vào ngày 14 tháng 6, 1955 trong khuôn khổ Chương trình Viện trợ Quân sự, và phục vụ cùng Lực lượng Phòng vệ Biển Nhật Bản như là chiếc JS Asahi (DE-262). Nó được Nhật Bản hoàn trả cho Hải quân Hoa Kỳ vào đầu năm 1975.
Vào ngày 6 tháng 1, 1975, Amick được xếp lại lớp như một tàu frigate và mang ký hiệu lườn mới FF-168. Tuy nhiên không lâu sau đó, con tàu được cho là không còn phù hợp để tiếp tục phục vụ, nên được cho rút tên khỏi danh sách Đăng bạ Hải quân vào ngày 15 tháng 6, 1975.

### BRPDatu Sikatuna(PS-77/PF-5)
Con tàu được bán cho Cộng hòa Philippines vào ngày 13 tháng 9, 1976 và phục vụ cùng Hải quân Philippines như là chiếc RPS Datu Sikatuna (PS-77). Đến tháng 7, 1980, nó được mang ký hiệu lườn mới PF-5 cho phù hợp với thay đổi về cách đặt tên và số hiệu lườn của Hải quân Philippines. Con tàu ngừng hoạt động và bị tháo dỡ vào năm 1989.

## Phần thưởng
Nguồn: Navsource Naval History
|  |  |  |
|  |  |  |

| Huân chương Chiến dịch Hoa Kỳ                 |                                                    |                                      |
| Huân chương Chiến dịch Châu Á-Thái Bình Dương | Huân chương Chiến dịch Châu Âu-Châu Phi-Trung Đông | Huân chương Chiến thắng Thế Chiến II |